# Charles de Villiers de L'Isle-Adam
Pour les articles homonymes, voir Villiers, de Villiers de L'Isle-Adam, L'Isle-Adam (homonymie) et Famille de Villiers de L'Isle-Adam.
Charles de Villiers de L'Isle-Adam (né vers 1482, mort le 26 septembre 1535 au château de Laversine près paroisse de Saint-Maximin) est un ecclésiastique qui fut seigneur de L'Isle-Adam de 1510 à 1527/1535 et successivement évêque de Limoges de 1522 à 1530 puis évêque de Beauvais de 1530 à 1535.  

## Biographie
Charles de Villiers né vers 1482 est le fils d'Antoine Villiers de L'Isle- Adam (mort en 1504) et d'Agnès du Moulin de Fontenay. Il est le neveu de l'Évêque de Beauvais Louis de Villiers de L'Isle-Adam qui le nomme chanoine le 2 janvier 1498 et archidiacre de la cathédrale de Beauvais le 9 avril 1501. Il est de plus l'abbé de Notre-Dame du Val. Le 27 août 1510, sa mère Agnès du Moulin abandonne à son fils aîné Charles la jouissance de la châtellenie de L'Isle-Adam avec tous les droits quelle pouvait avoir sur les biens de son défunt mari, moyennant une rente annuelle de 500 livres.
Il est toutefois le premier évêque de Limoges nommé en 1519 par le François Ier dans le cadre du Concordat de Bologne et il prend possession de son diocèse le 6 avril 1522. 
Le 10 septembre 1527, Charles de Villiers renonce, avec le consentement de son frère Claude, en faveur du maréchal Anne de Montmorency, son petit cousin, à ses seigneuries de L'Isle-Adam, Nogent, Valmondois, Flélu et Fontenelle, avec réserve de l'usufruit sa vie durant. Il obtient ensuite l'accord du roi le 24 mars 1529 pour permuter son diocèse avec l'évêque de Beauvais.
Le 21 février 1530, Antoine Lascaris de Tende, successeur de Louis de Villiers sur le siège épiscopal de Beauvais, résigne son évêché en faveur de Charles de Villiers. Le 24 mars, un chanoine de la cathédrale, présente au chapitre les bulles par lesquelles le pape Clément VII transfère Charles de Villiers du siège de Limoges à celui de Beauvais.
En 1535, alors qu'il visitait le doyenné de Clermont, il tombe malade dans la paroisse de Saint-Maximin. Il s'alite dans le château voisin de Laversine où il meurt. Son corps est embaumé et placé dans un cercueil en plomb, puis inhumé dans l'église de son abbaye du Val à Mériel auprès de ses parents. En 1792, le corps du prélat est transféré dans le chœur de l'église paroissiale de Mériel. Le maréchal de Montmorency donne aussitôt procuration, afin de prendre en son nom, possession de la châtellenie de L'Isle-Adam et dépendances.